# Bobičasto voće
Bobičasto voće,  u botanici, to je mesnato voće koje obično ima mnogo sjemenki, poput banane, grožđa i rajčice. Kao jednostavno voće, bobica potječe iz jednog jajnika pojedinačnog cvijeta. Srednji i unutarnji sloj stijenke ploda često se međusobno ne razlikuju. Zajedno s koštunicama i sjemenkama, bobice su jedna od glavnih vrsta mesnatog voća.
Postoje dvije specifične vrste bobičastog voća koje karakteriziraju određene taksonomske skupine. Kožasta bobica citrusnog voća (rod Citrus) naziva se hesperidium. Plodovi izdužene čvrste kore iz obitelji Cucurbitaceae, uključujući lubenice, krastavce i tikve, vrsta su bobičastog voća koja se naziva “pepos”.
Svako malo mesnato voće u narodu se naziva bobicom, pogotovo ako je jestivo. Maline, kupine i jagode, na primjer, nisu pravo bobičasto voće, već su agregatno voće – voće koje se sastoji od niza manjih plodova. Brusnice i borovnice su, međutim, prave botaničke bobice.